# Kometa krótkookresowa
Kometa krótkookresowa – kometa obiegająca Słońce w czasie poniżej 200 lat, najczęściej nie oddalająca się od niego na większą odległość niż orbita Neptuna. Komety takie krążąc wewnątrz Układu Słonecznego, wielokrotnie mogą przechodzić obok planet, co w znaczący sposób może zmieniać ich trajektorie. Ulegają one także stosunkowo szybkiemu procesowi degradacji, gdyż częste odwiedziny w pobliżu Słońca i wzrost temperatury powodują uwalnianie się z ich jąder wielkiej ilości materiału gazowo-pyłowego, przez co tracą one swoją masę.
Kometami krótkookresowymi są np. kometa Halleya czy też kometa Enckego.